# Canadian Crow Motor
Canadian Crow Motor Co. Ltd. war ein kanadischer Hersteller von Automobilen.

## Unternehmensgeschichte
Das Unternehmen wurde 1915 in Mount Brydges gegründet. Inhaber waren reiche Kaufleute und Bauern mit wenig Erfahrung im Automobilbau. Sie begannen mit der Produktion von Automobilen nach einer Lizenz von Crow-Elkhart. Der Markenname lautete Canadian Crow. 1916 entstanden etwa 100 Tourenwagen und fünf Roadster, 1917 etwas mehr. Anfang 1918 endete die Produktion, als das Unternehmen in Bankrott ging.

## Fahrzeuge
Viele Teile für die Fahrzeuge wurden aus den USA bezogen. Achsen und Karosserien entstanden in Kanada.